# Fuertesimalva sanambrosiana
Fuertesimalva sanambrosiana là một loài thực vật có hoa trong họ Cẩm quỳ. Loài này được (D.M.Bates) Fryxell mô tả khoa học đầu tiên năm 1996.